# Dolmen de Dombate
El dolmen de Dombate es el monumento de época neolítica situado en la parroquia de Borneiro, en el municipio gallego de Cabana de Bergantiños. Este dolmen se cataloga como una tumba colectiva de corredor y es considerado como la "catedral del megalitismo" en Galicia.
Cerca de ese emplazamiento, se hallan otros monumentos conocidos como arte parietal o rupestre.
Este túmulo se estableció en la primera mitad del IV milenio a. C., y la cámara a finales de esa misma época. Fue usado en diferentes épocas, entre el 3800 a. C. y el 2700 a. C., momento en el que fue abandonado.
Conviene destacar que en el siglo XIX, el historiador gallego Manuel Murguía ya se refirió al dolmen y que en 1885 el poeta Eduardo Pondal lo inmortalizó en el poema Queixumes dos Pinos:

Pasado Vilaseco, lugar batido polo aire
no alto da costa de Uces de montesía canle;
pasado Vilaseco, indo pola Gandra adiante,
xa vía desde lonxe o dolmen de Dolbate.
Eduardo Pondal (1885).

## Descripción

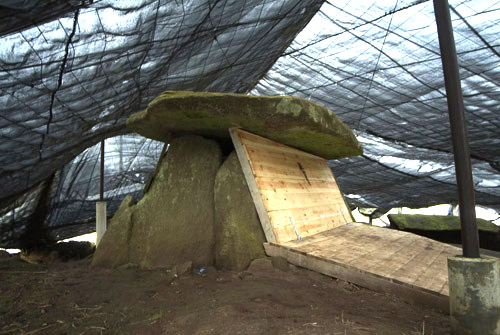
Vista del Dolmen de Dombate durante una fase de acondicionamiento previa a la cubierta definitiva de 2011.

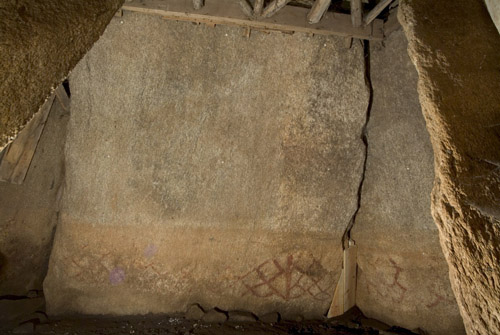
Vista del interior de la cámara. Se observan los grabados en la parte inferior del ortostato.

El túmulo tiene unos 24 m de diámetro y 1,80 m de altura, y consta de una capa de tierra cubierta parcialmente por una coraza pétrea formada por piedras planas depositadas horizontalmente (que marcan el perímetro del emplazamiento) y piedras destacadas y bien emplazadas en el interior.
Se sospecha que originalmente, el túmulo recubría hasta la altura del corredor y que la parte más destacada o dolmen estaba a la vista.
El dolmen consiste en una cámara poligonal ancha formada por siete ortóstatos, uno de los cuales mide 4,64 x 3 m, y un corredor de tres tramos, bien diferenciado en planta y en sección. La entrada estaba cerrada con una losa vertical cubierta de piedras. Entre algunos ortóstatos (u ortostatos) se colocaban losas alargadas por el exterior, para así contribuir a cerrar el hueco. Las fosas en las que se sustentaban esas grandes piedras, alcanzaban profundidades de 140 cm en la cámara y 70 cm en el corredor.
Sobre el túmulo conocido, existió un megalito anterior en el tiempo, de menor tamaño y complejidad, consistente en una cámara simple, alargada y abierta, compuesta por nueve ortóstatos de aproximadamente 240x190 cm. El correspondiente y anterior túmulo tenía 10,5 m de diámetro, y estaba cubierto por una coraza de una sola camada de piedras.
Interesa señalar que en el segmento inicial del corredor del túmulo más reciente, se encontraron veinte pequeños ídolos, y que los ortóstatos de la correspondiente cámara contienen petroglifos. Además, todas las losas, tanto en la cámara como en el corredor, cuentan con pinturas. Estas se distribuyen en dos registros horizontales separados por una franja rojiza de puntos rojos y negros, siendo el conjunto una composición en la que prima la geometricidad (zigzagues, franjas verticales y oblicuas, ondulados, retículas, etc.). El color rojo era obtenido a partir de óxido de hierro y el negro a partir de carbón vegetal, posiblemente, aplicados sobre una imprimación blanca a partir de algún tipo de grasa mezclada con caolín.
También se encontró una hilera de ídolos, veinte en total, colocados de frente al corredor y en el límite del túmulo, así como muy interesantes artefactos líticos y cerámicos.
En 2009 se descubrió que la cámara disponía de un drenaje que hace sospechar que desde el comienzo sufría de inundaciones.

## Ocupación
Los estudios sobre el dolmen de Dombate, hacen pensar que fue utilizado en cuatro diferentes momentos:
- Período 1: corresponde con el de su creación, la que se produjo entre el 3800 a. C. y el 3600 a. C. Durante la segunda mitad del cuarto milenio y los dos primeros tercios del tercero sólo se construyeron dólmenes de corredor;
- Período 2: c. 3000 a. C., oportunidad durante la cual se preparó y utilizó por primera vez el área de acceso;
- Período 3: c. 2700 a. C., cuando finalmente se cerró el corredor, comenzando allí el uso ritual;
- Período 4: último periodo de utilización, posiblemente coincidente con la cultura del vaso campaniforme.

Posteriormente se construyó un poblado, ya en la Edad del Bronce, junto al dolmen en desuso.

## Conservación y musealización
El sitio fue excavado por el arqueólogo José María Bello Diéguez en los años 1987, 1988 y 1989. Después de estas excavaciones las pinturas y el monumento en general sufrieron un proceso de degradación ante la pasividad de distintas administraciones[cita requerida]. Para conocer el estado en el que había quedado en 2001 se constituyó un comité para que informase del mismo, en cuya primera visita días después descubrieron que los daños eran irreparables y que se había perdido parte de los restos arqueológicos, principalmente el antiguo dolmen sobre el que yacía el actual, así como el testigo de tierra de la excavación. Unos meses después la diputación de La Coruña decidió sustituir la cubierta plástica, muy deteriorada, y vallar los 8000 m² de la parcela en la que se sitúa el monumento. A principios de 2002 ya estaba listo el nuevo cierre, que sería el que perdurará hasta el cierre definitivo de 2011.
En 2004 se preparó un plan de seiscientos mil euros para la puesta en valor del monumento que meses después fue ampliado a un millón y que preveía exponerlo y recuperarlo en unos dos años, llegando incluso a crearse una web para ello desde el momento del anuncio, con lo que querían «hacerlo único». Sin embargo no se llegó a ejecutar.
En 2009 se realizaron excavaciones arqueológicas del dolmen y el terreno circundante,y también en ese año se adjudicaron las obras a una empresa para que realizase la musealización definitiva del dolmen y su entorno en un plazo de diez meses y con un presupuesto superior al millón y medio de euros.
En 2011 se completó la cubierta que protege al dolmen de la intemperie, si bien seguían los trabajos de restauración y estudio. Esta presentación al visitante junto a que la intervención implicaba alterar la situación encontrada ha recibido críticas por restar criterio histórico al conjunto.
En 2012 se inauguró una réplica de la cámara.[cita requerida]
En 2014, tras el inicio de la gestión municipal por parte del Ayuntamiento de Cabana de Bergantiños, aparecieron graves desperfectos en la réplica (neodolmen), y la Diputación de La Coruña recibió una petición para que el convenio de colaboración fuera suspendido, el estado de las pinturas originales revisado y el establecimiento de un número máximo de visitantes al monumento para favorecer su conservación.

## Galería de imágenes

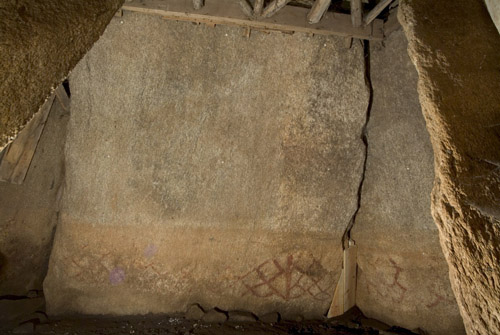
Cámara del dolmen.
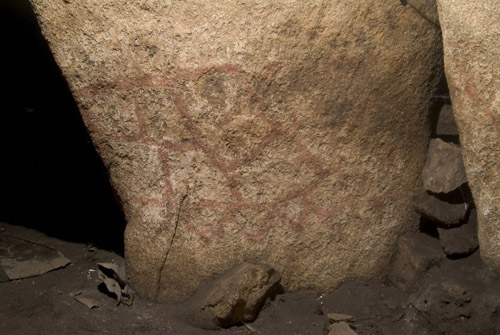
Vista general de las pinturas del dolmen.
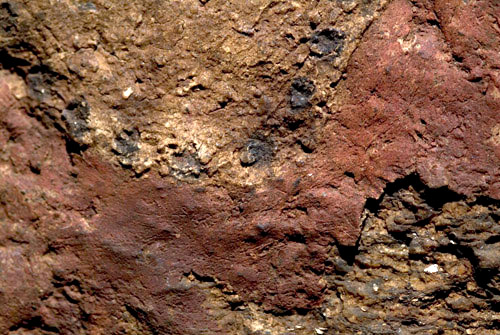
Macrofotografia de las pinturas.
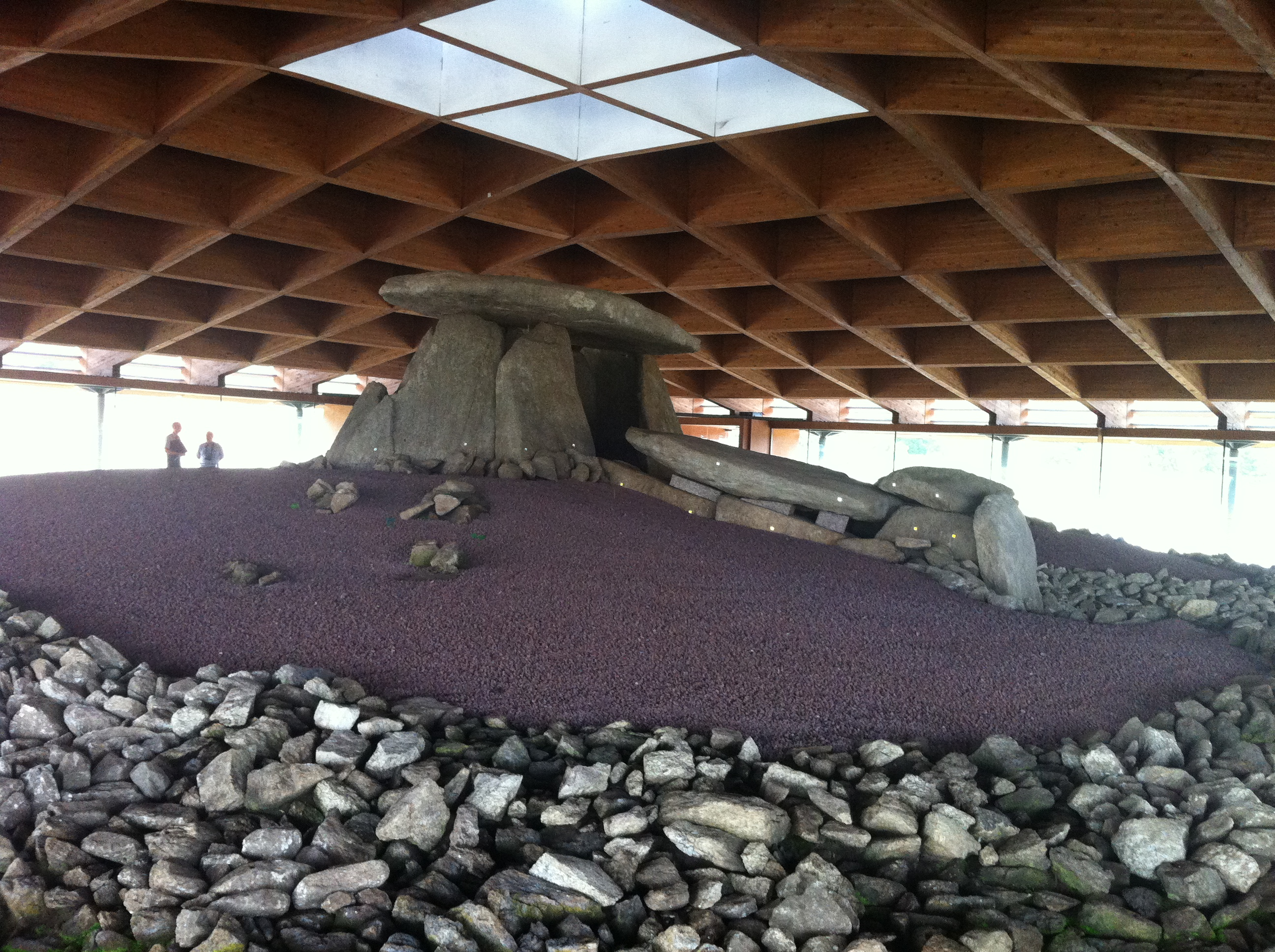
Interior del museo